# Synagoge (Groningen)

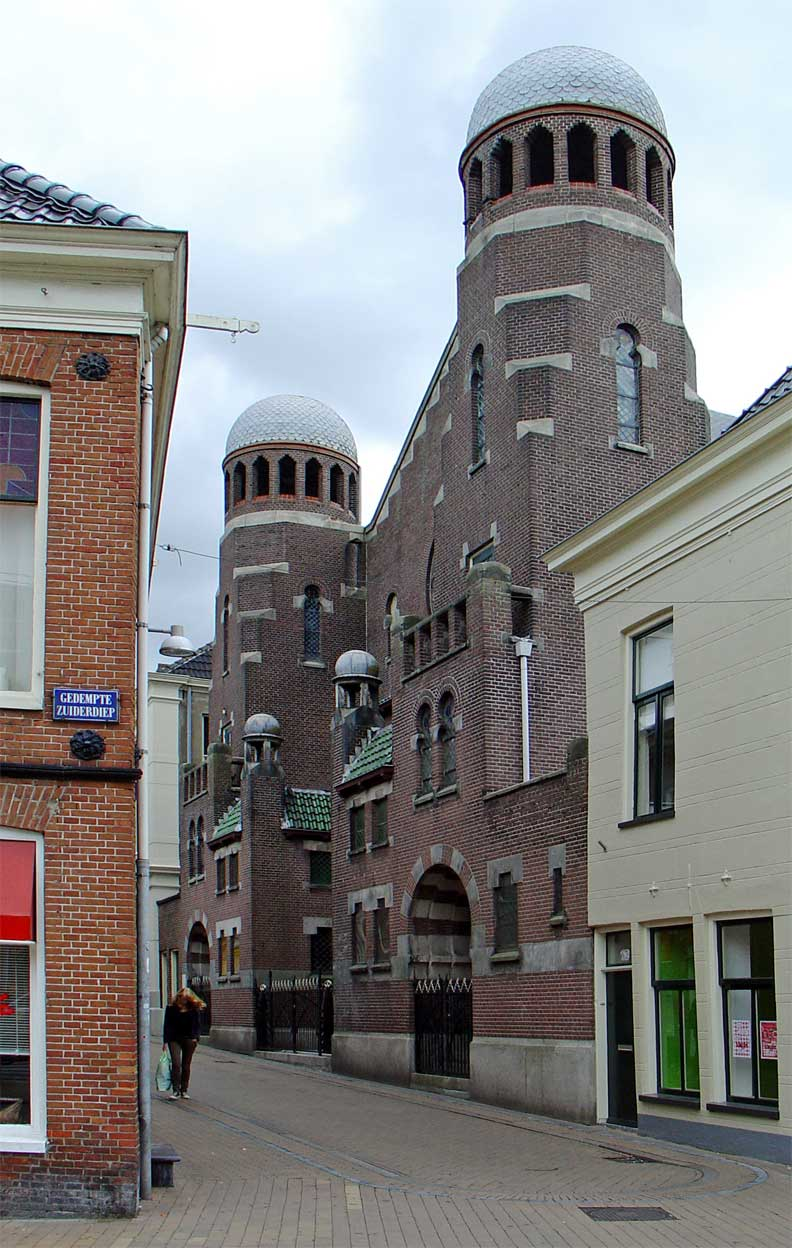
Die Synagoge in der Folkingestraat, Groningen (Foto von 2008)

Die Synagoge in Groningen wurde nach Plänen des niederländischen Architekten Tjeerd Kuipers (1857–1942) gebaut und 1906 eingeweiht.

## Geschichte

### Geschichte bis 1943
Das Gebäude ist Nachfolger früherer Synagogen der Stadt, in der eine jüdische Gemeinde seit 1744 existierte. Sie wurde 1905 auf dem Grundstück des seit 1756 dort stehenden Gebetshauses errichtet, das für den Neubau abgerissen wurde. Denn das alte Gebetshaus war infolge des Wachstums der jüdischen Gemeinde als nicht mehr ausreichend erachtet. Das Viertel rundum war im Laufe der Zeit zu einem jüdischen Viertel geworden, in der es unter anderem eine jüdische Schule und eine Jeschiwa gab.
Künstlerisch ist es im neobyzantinischen Stil mit neomaurischen Elementen ausgeführt. Der Architekt Tjeerd Kuipers war vor allem für seine Kirchenbauten bekannt, auch von daher zeigen sich Einflüsse, so etwa der für eine Synagoge ungewöhnliche kreuzförmige Grundriss.
Vor dem Zweiten Weltkrieg bot die Synagoge über 600 Besuchern Platz.

### Nutzungsgeschichte seit 1943
Am 26. August 1943 wurde die Synagoge von den deutschen Besatzern geschlossen, die sie zu einem Depot für Radios, Kupfer und Zinn umfunktionierten. Die Torarollen konnten dem Zugriff der Besatzer entzogen und im Tresor einer Filiale der Rotterdamsche Bank versteckt werden.
Die deutschen Besatzer deportierten und ermordeten fast alle Juden in der Provinz Groningen. Gleiches gilt für die Stadt: Von den 2724 Juden, die die nationalsozialistischen Behörden im Februar 1941 im Stadtgebiet erfasst hatten, überlebten nur wenige die Shoa. Unmittelbar nach Kriegsende haben sich rund 120 Juden in der Stadt aufgehalten, 1948 zählten zwar 239 Personen zur jüdischen Gemeinde Groningens. Aber jedes Jahr nahm die Zahl der jüdischen Einwohner ab. Viele Juden verließen die Niederlande, um nach Israel auszuwandern.
Nachdem auch Aäron Prins, ihr Rabbiner, 1952 nach Israel ausgewandert war, beschloss die jüdische Gemeinde der Stadt Groningen, das Gebäude zu veräußern. 1952 kaufte es die Apostolische Gemeinschaft, die das im Krieg unzerstört gebliebene Gebäude für ihre liturgischen Zeremonien nutzte. Anschließend wurde es in eine Wäscherei umgewandelt, diese bestand bis 1973. Das Gebäude sollte anschließend verkauft werden. Weder die örtliche jüdische Gemeinde, noch die Stadt Groningen waren geneigt, es zu erwerben. Weil es bis dahin nicht unter Denkmalschutz stand, war auch ein Abriss denkbar. Ein Initiativkreis um Lenny Wolgen-Salomons sammelte Spenden für den Erhalt des Gebäudes und gründete die Stiftung Flokingestraat Synagoge. 1976 beschloss der Stadtrat schließlich den Kauf und die Renovierung. Am 29. November 1981 wurde die Synagoge wieder eingeweiht. Seither hält die örtliche jüdische Gemeinde dort erneut Gottesdienste ab. Zudem organisiert die Stiftung Flokingestraat Synagoge innerhalb der Räumlichkeiten Ausstellungen, Konzerte, Vorträge, Führungen und Bildungsveranstaltungen beziehungsweise stellt Räume für entsprechende Zwecke zur Verfügung.
Im Jahr 2011 wurde die Außenfassade restauriert.
Neben der Stiftung Flokingestraat Synagoge trägt die Stichting Oude Groninger Kerken zum Erhalt der Synagoge bei.